# Nannastacus subinflatus
Nannastacus subinflatus är en kräftdjursart som beskrevs av Hale 1945. Nannastacus subinflatus ingår i släktet Nannastacus och familjen Nannastacidae. Inga underarter finns listade i Catalogue of Life.